# Monoblastus davisi
Monoblastus davisi är en stekelart som först beskrevs av Henry Keith Townes, Jr. 1944.  Monoblastus davisi ingår i släktet Monoblastus och familjen brokparasitsteklar. Inga underarter finns listade i Catalogue of Life.